# (2034) Bernoulli
(2034) Bernoulli est un astéroïde de la ceinture principale.

## Description
(2034) Bernoulli est un astéroïde de la ceinture principale. Il fut découvert par Paul Wild le 5 mars 1973 à l'observatoire Zimmerwald en Suisse. Il présente une orbite caractérisée par un demi-grand axe de 2,53 UA, une excentricité de 0,154 et une inclinaison de 15,38° par rapport à l'écliptique.
Il fut nommé en hommage aux Bernoulli, famille de mathématiciens suisses basée à Bâle.